# Ara arakanga
Ara arakanga (Ara macao) je velký, červeně, žlutě a modře zbarvený, ve střední a jižní Americe žijící papoušek, zástupce početného jihoamerického rodu Ara. Žije ve vlhkých stálezelených lesích. Jeho areál rozšíření se rozkládá od jihovýchodního Mexika po Peru, Ekvádor, Kolumbii, Bolívii, Venezuelu, Brazílii v nadmořské výšce od 500 m n. m. do 1000 m n. m., Karibský ostrov Trinidad a Pacifický ostrov Coiba. Dříve byl rozšířen dále na sever až do jižního Tamaulipasu. V mnohých oblastech vyhynul kvůli ničení životního prostředí a odchytu pro obchod se zvířaty, v jiných je stále hojným druhem. Je národním ptákem Hondurasu. Stejně jako příbuzný Ara ararauna je oblíbeným druhem chovaným v zajetí díky nápadnému zbarvení.

## Taxonomie
Tento druh popsal Švédský přírodovědec Carl Linné v desátém vydání díla Systema Naturae pod binomickým jménem Psittacus macao. má 2 známé poddruhy. Nyní je zařazen do rodu Ara, jež je jedním ze 6 rodů arů s výskytem ve střední a jižní Americe.
Byly popsány 2 poddruhy lišící se velikostí a kresbou na křídlech.
- A. m. macao je nominátním poddruhem žijícím v Jižní Americe. Žlutá pera na křídlech mají zelené špičky.
- A. m. cyanopterus žije ve Střední Americe, je větší a má žluté pole v křídlech bez zeleného zbarvení.

### Genetika
V květnu 2013 bylo oznámeno, že tým vědců vedený Dr. Christopherem M. Seaburym a Dr. Ianem Tizardem z Texaské A&M Univerzity seřadil kompletní genom ary arakanga.

## Popis

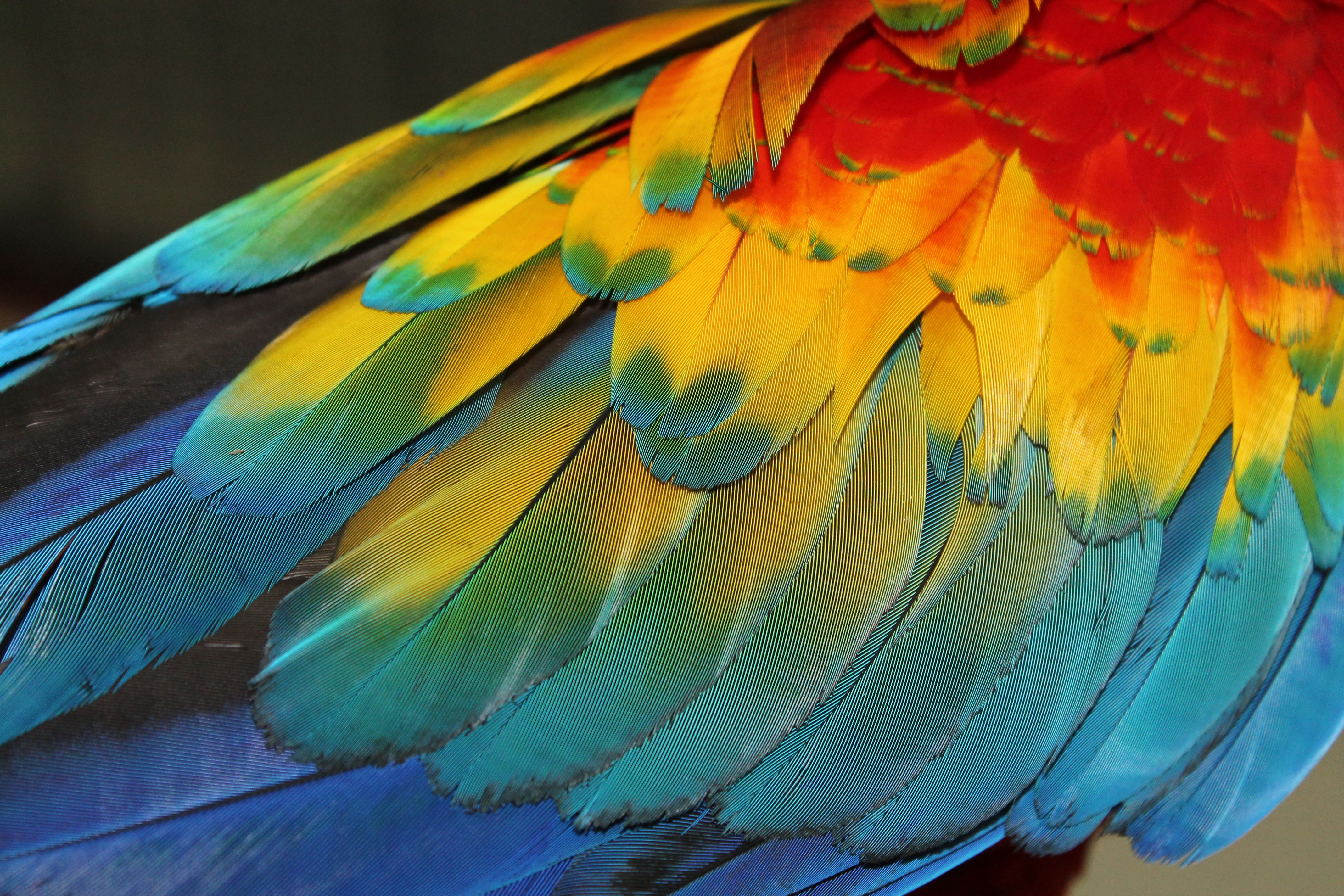
Typické zbarvení křídla ary arakanga

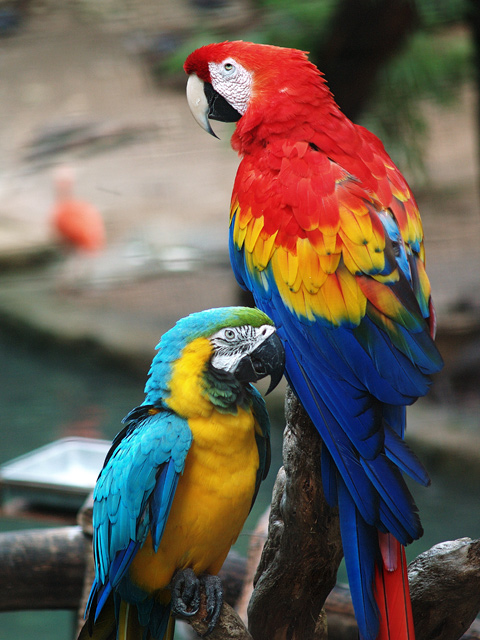
Ara arakanga s arou ararauna níže

Měří kolem 81 cm, přičemž více než polovinu zaujímá špičatý, stupňovitý ocas typický pro všechny zástupce arů, kdy ara arakanga má nejdelší ocas k poměru k tělu ze všech velkých druhů arů. Průměrná hmotnost se pohybuje kolem 1000 g. Je zbarven převážně červeně ale kostřec a ocasní krovky jsou světle modré, svrchní křídelní krovky jsou žluté a vrchní strana letek a špičky ocasních per jsou tmavě modré. Spodní strana letek a ocasních per je tmavě červená se zlatavými odlesky. Někteří jedinci mohou mít na křídlech též zelenou barvu.
Na tváři se nachází holá bílá kůže táhnoucí se od očí po zobák. Ta je v oblasti lící porostlá drobnými bílými pírky. Horní čelist zobáku je rohovinově bílá, spodní černá. Mladí ptáci mají tmavé oči, dospělí se světle žlutou duhovkou.
Je často zaměňován za aru zelenokřídlého, ten má ale odlišné, červené linky na tvářích a v křídlech mu chybí žlutá barva.
Ara arakanga může žít 75 či dokonce 90 let v zajetí, typičtější věk ale je  40–50 let.

### Hlas
Arové arakanga vydávají velmi hlasité, vysoké ale někdy i hluboko posazené hrdelní krákání, kvílení a výkřiky, které jsou předurčeny k tomu aby se nesly na několik kilometrů daleko, za účelem přivolání skupiny.

## Rozšíření a biotop

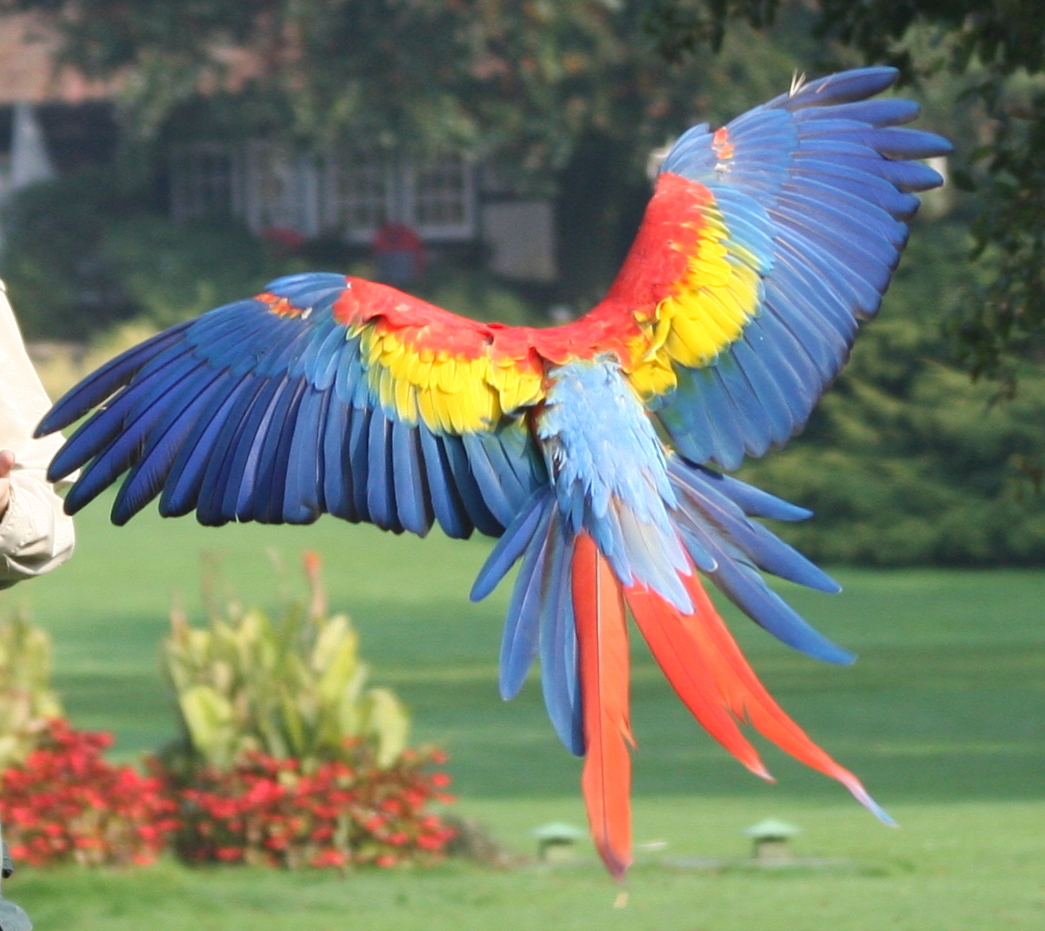
Letící ara arakanga

Jihoamerický areál rozšíření je rozsáhlý a zahrnuje amazonský prales až po Peru východně od And do Bolívie. V Bolívii je přítomen v rezervaci Aquicuana nacházející se v oddělení Beni poblíž města Riberalta v Bolivijské Amazonii.
Ve střední Americe areál sahá od nejjihovýchodnější části Mexika Panamy přes Guatemalu a Belizi, ostrov Coiba a méně početně v pevninské části Panamy a v Kostarice roztroušeně na Pacifickém pobřeží, na poloostrově Nicoya, v národním parku Carara a na poloostrově Osa.
Ara arakanga zdivočel či byl úmyslně vysazen na Floridě ale není jasné, zda se tato populace rozmnožuje, či je závislá na dalším vypouštění či unikání ptáků z chovů.
Biotopem ary arakanga jsou vlhké nížiny se subtropickými deštnými lesy, polootevřená lesnatá krajina, okraje řek a pampy.

## Chování

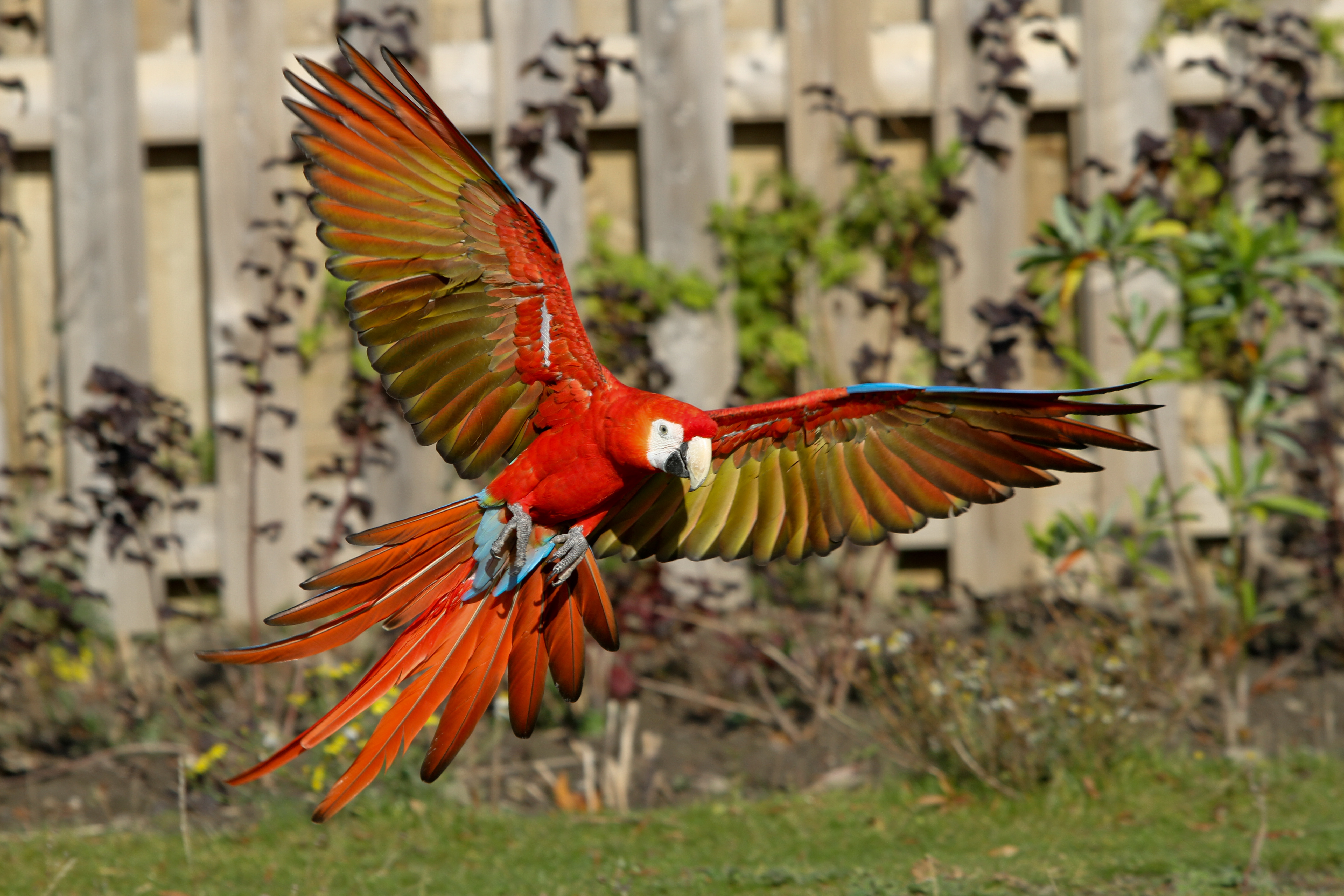
Letící ara arakanga

Často bývá pozorován jednotlivě nebo v páru při letu nad stromovou klenbou, místy však tvoří početnější hejna. Shromažďují se na jílovém lizu. Arové arakanga nejčastěji komunikují prostřednictvím chraptivého křiku, hlasová komunikace je však velmi variabilní a jedinci chovaní v zajetí jsou známí napodobováním lidské řeči.

## Potrava

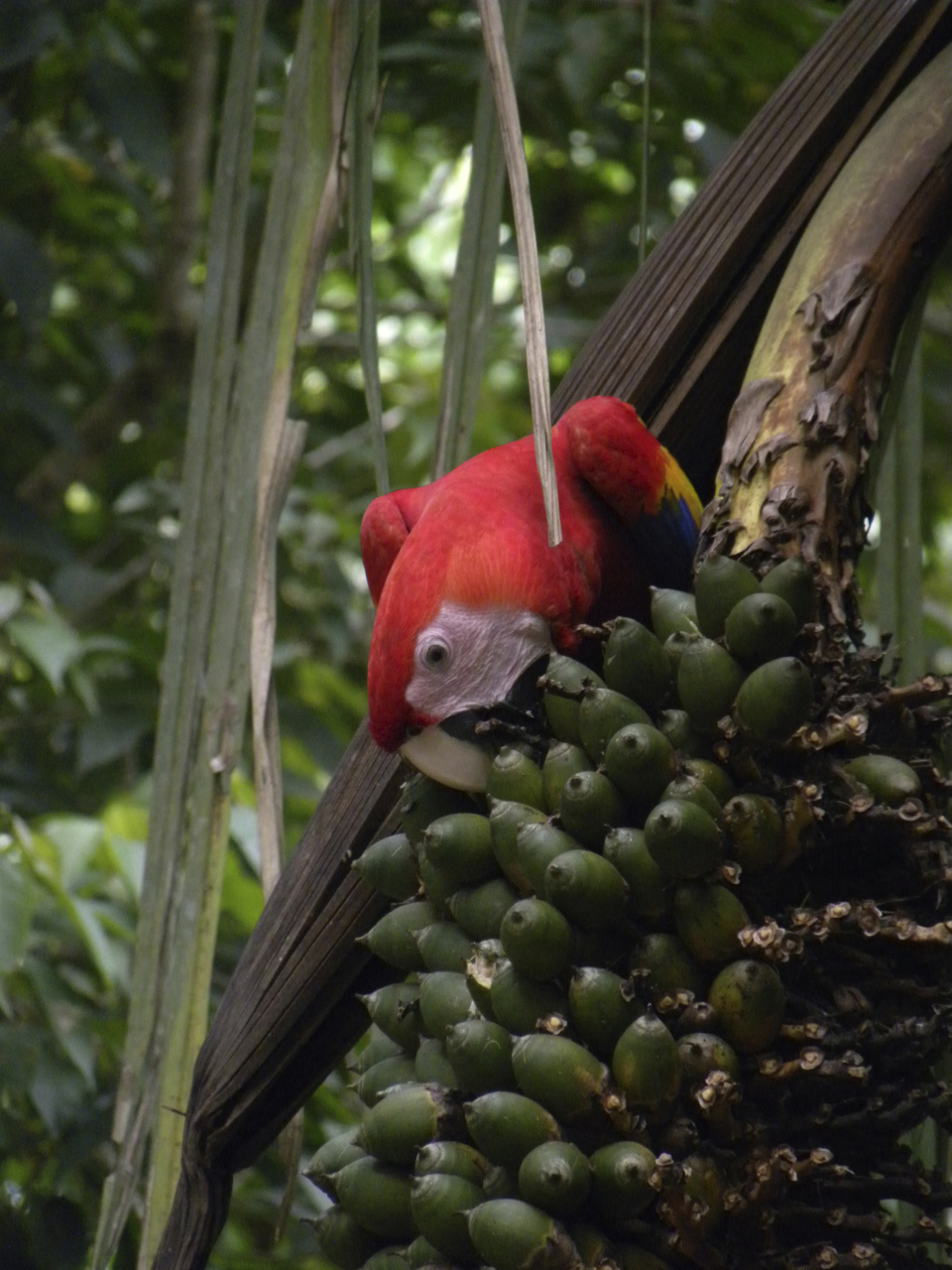
Ara arakanga při pojídání plodů palmy rodu Attalea

Volně žijící arové arakangy se živí ovocem, ořechy, semeny, květy a nektarem.
Mají také rádi hmyz a jeho larvy. Byli pozorováni při náruživé konzumaci brouků, plžů a listů. Plži a brouci jsou dobrým zdrojem bílkovin, jejichž spotřeba stoupá v době hnízdění.
Ve střední Kostarice se na pacifickém pobřeží naučili konzumovat plody introdukované teky obrovské (Tectona grandis) a mandloní (Terminalia sp.). Místní neziskové organizace vysázely stovky těchto stromů podél pobřeží od povodí řeky Tarcoles až po pláž Esterillos, což pomohlo k rychlému navýšení populace. Kombinované úsilí a zavedení správného způsobu ekoturismu je rovněž důležitý aspekt ochrany tohoto atraktivního ptačího druhu. Turistické akce podél řeky Tarcoles ve zdejších mangrovech jsou oblíbenou atrakcí pro milovníky ptáků a jsou pořádány na podporu ochrany místního ptactva.

## Rozmnožování

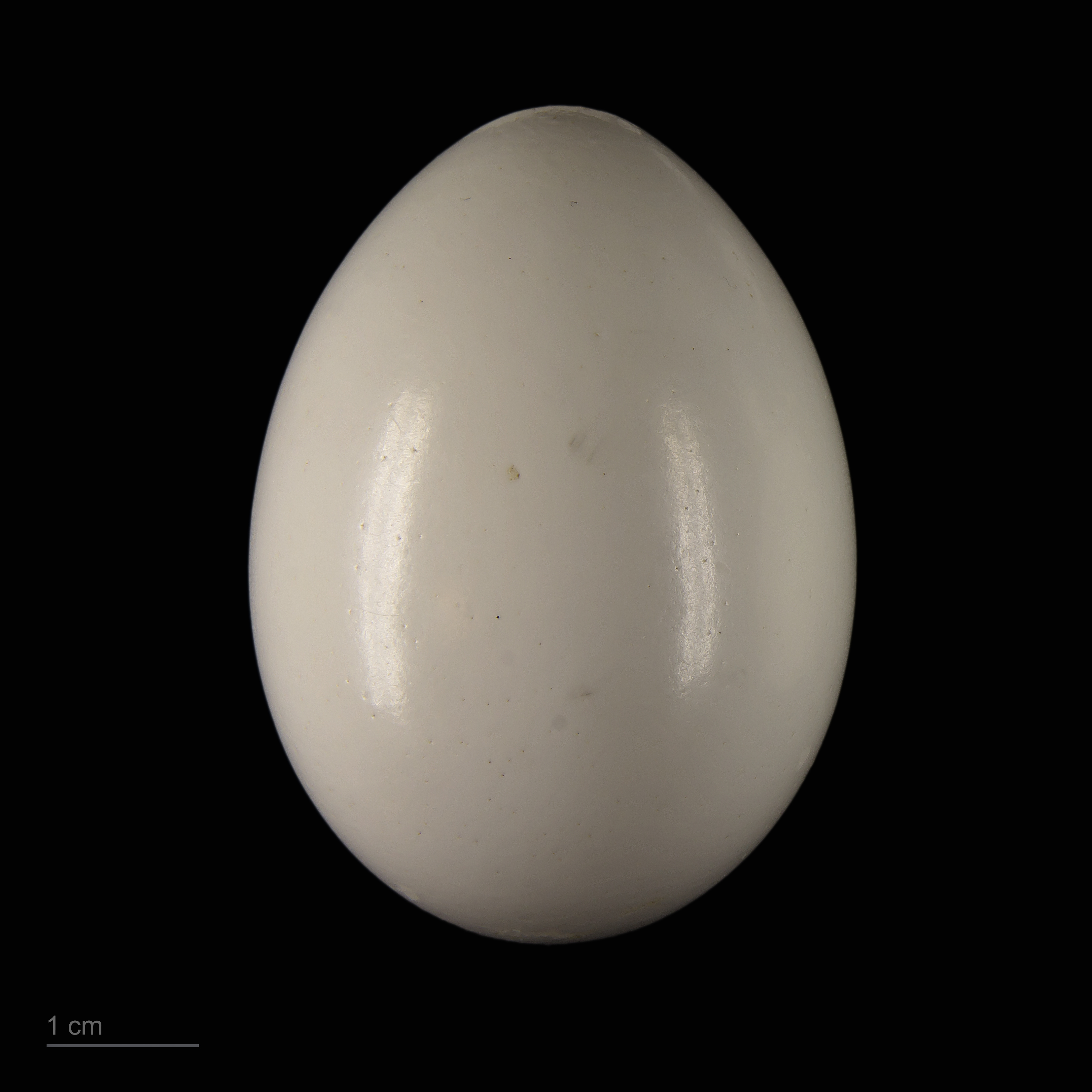
Ara macao

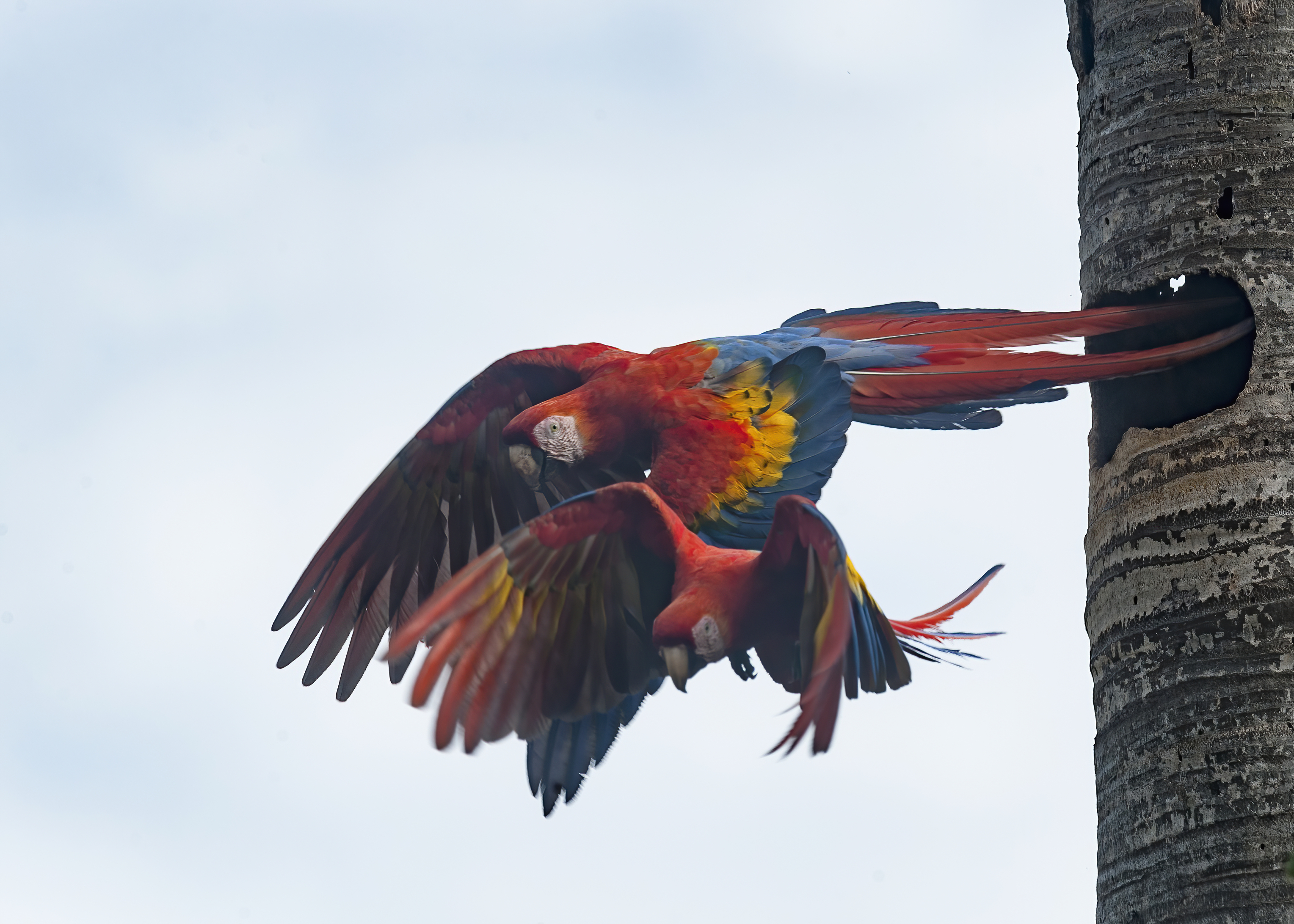
Hnízdící arové arakangy

Přestože jsou po většinu roku tolerantní, stávají se arové arakangy během hnízdění velmi agresivní. Arové arakangy jsou monogamní a s jedním partnerem zůstávají po celý život. Samice klade obvykle 2 - 3 vejce do stromové dutiny. Sama sedí na vejcích 5 týdnů a mláďata opouštějí hnízdo ve věku 90 dnů. Mladí ptáci pak opouštějí rodiče po dalším roce a pohlavní dospělosti dosahují v 5 letech života.

## Stav ohrožení

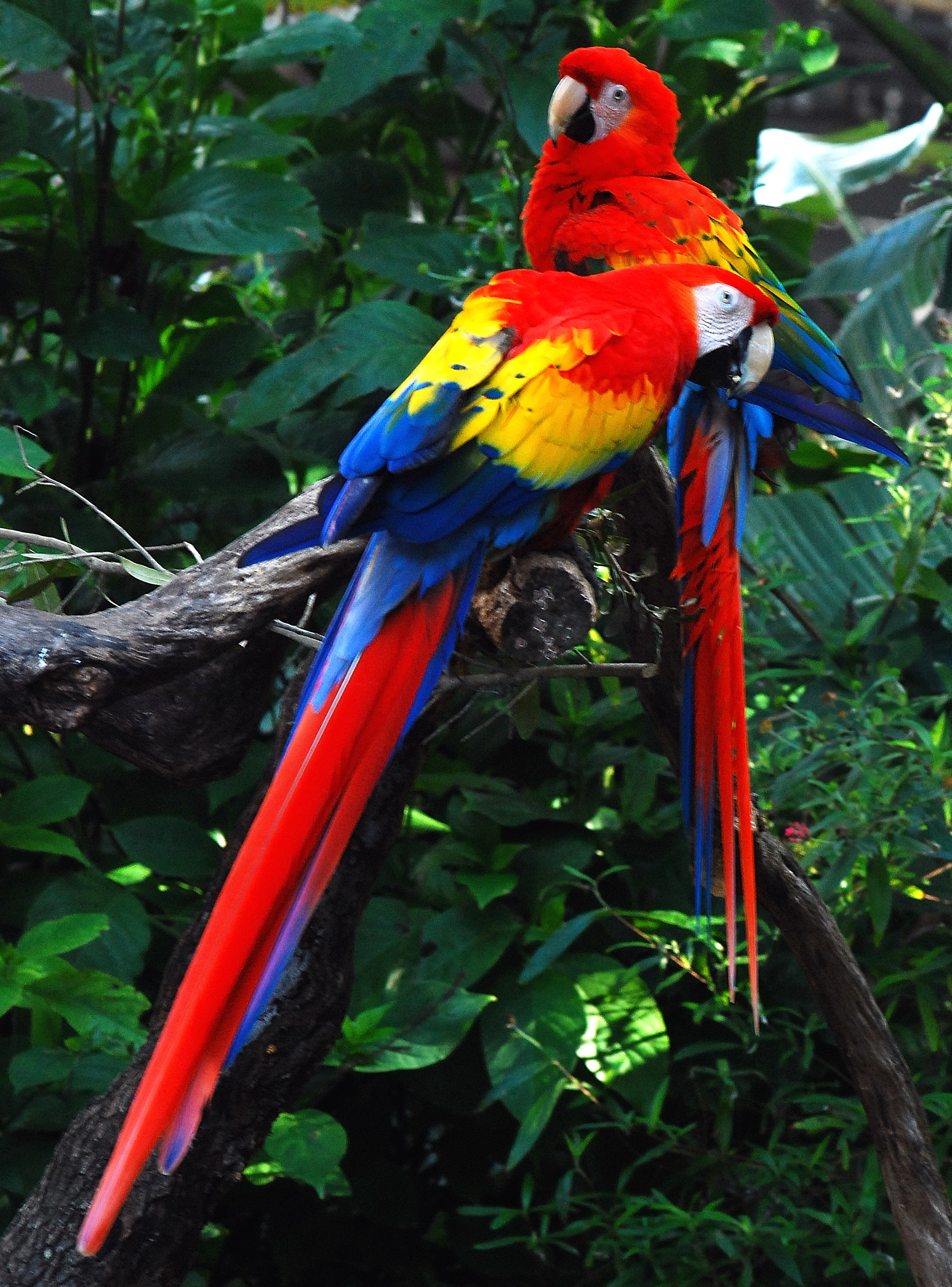
Pár arů ararakang

Biotop ary arakanga má nejvýraznější nárůst diverzity druhů organismů s klesající zeměpisnou šířkou že všech biotopů obývaných papoušky z tohoto rodu obecně a rozkládá se na ploše 6 700 000 km2. Přesto je jeho biotop rozčleněn a arové se vyskytují v zachovalém původním prostředí v izolovaných populacích roztroušených po původním areálu rozšíření ve střední Americe. Vzhledem k tomu, že se vyskytuje ve stále vysokém počtu, v jižní Americe je považován za málo dotčený druh. Početnost druhu ve volné přírodě se pohybuje mezi 20 000 až 50 000 jedinci.
Obchod pro komerční účely podléhá registraci mezinárodní úmluvě CITES v příloze 1 aby se omezilo nadměrné vybírání mláďat z hnízd a odchyt pro obchod se zvířaty a chov v zajetí. Oba poddruhy jsou v listině USFWS zařazeny jako ohrožené.

## Chov v zajetí

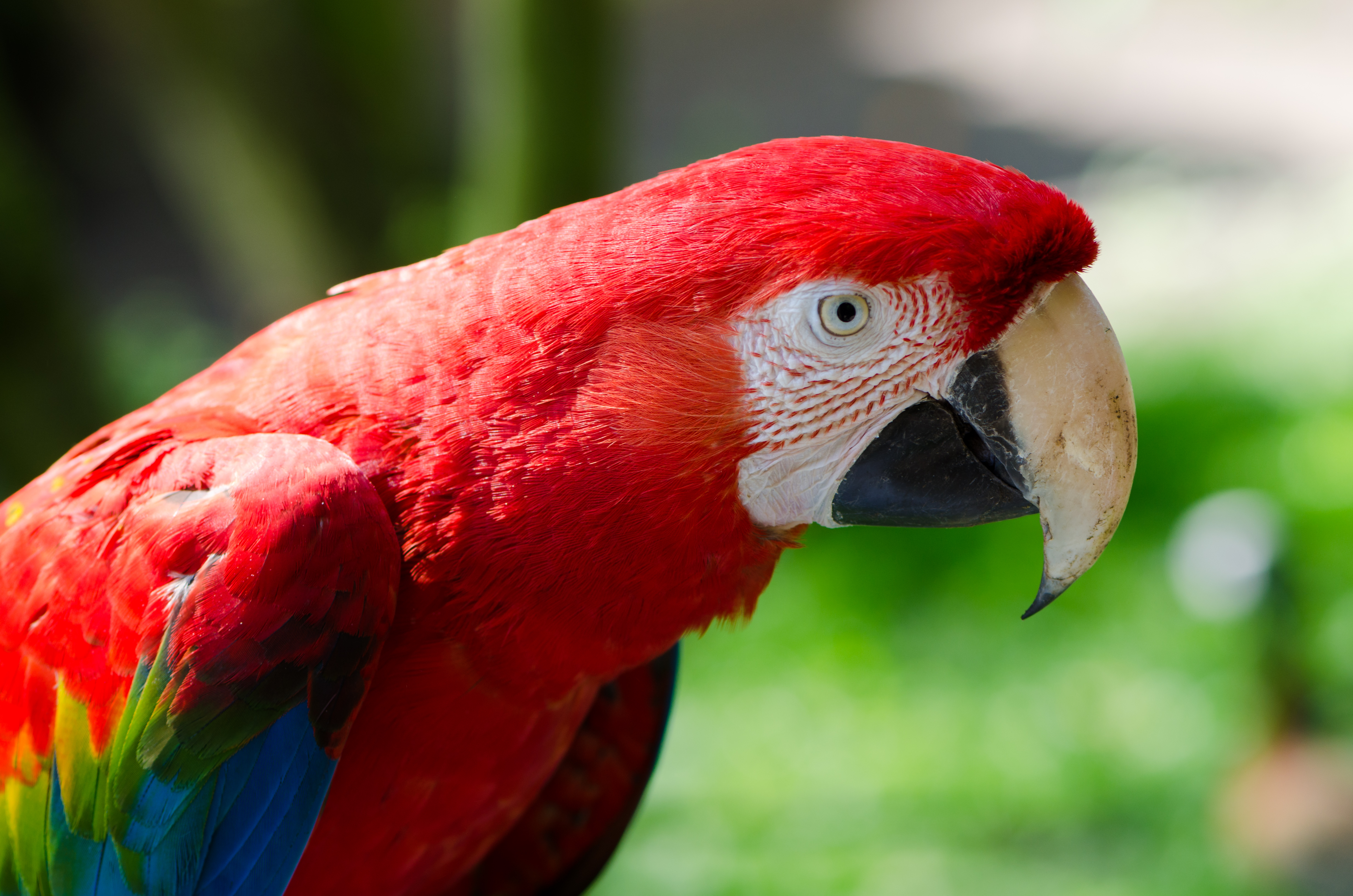
Portrét ary arakanga

Ara arakanga je jedním z prvních druhů papoušků, které se začaly chovat v zajetí. Chov v zajetí se vyskytoval v Paquime (též Cass Grandes) v severním Mexiku a také v jihozápadním Novém Mexiku v Mimbress Valley v 11. století. Byly odkryty chovné ohrady, bidla, kosti a úlomky vaječných skořápek. Díky nenáročnému odchovu a díky vysokému zájmu se obchod rozšířil až do regionu Plateau v Coloradu.
Dnes se chovy nacházejí po celém světě, ale přesto jsou nejvíc zastoupeny na americkém kontinentu. Techniky chovu v zajetí vyvinuté obchodem se zvířaty pozitivně ovlivňují volně žijící populaci. V oblastech, kde je nízká početnost, může být vybírání mladších mláďat, která se obvykle nedožijí vzletnosti a jejich odchov a opětovné vypuštění prostředkem k posílení rodné populace. Tyto akce podnikal Tambopata Macaw Project. Jejich krmení, inkubace vajec, asistované líhnutí, ruční dokrmování, spolurodičovství, odchov pod rodiči, vylétnutí, dospívání a rozmnožování byly pochopeny komunitou chovatelů.

## Galerie

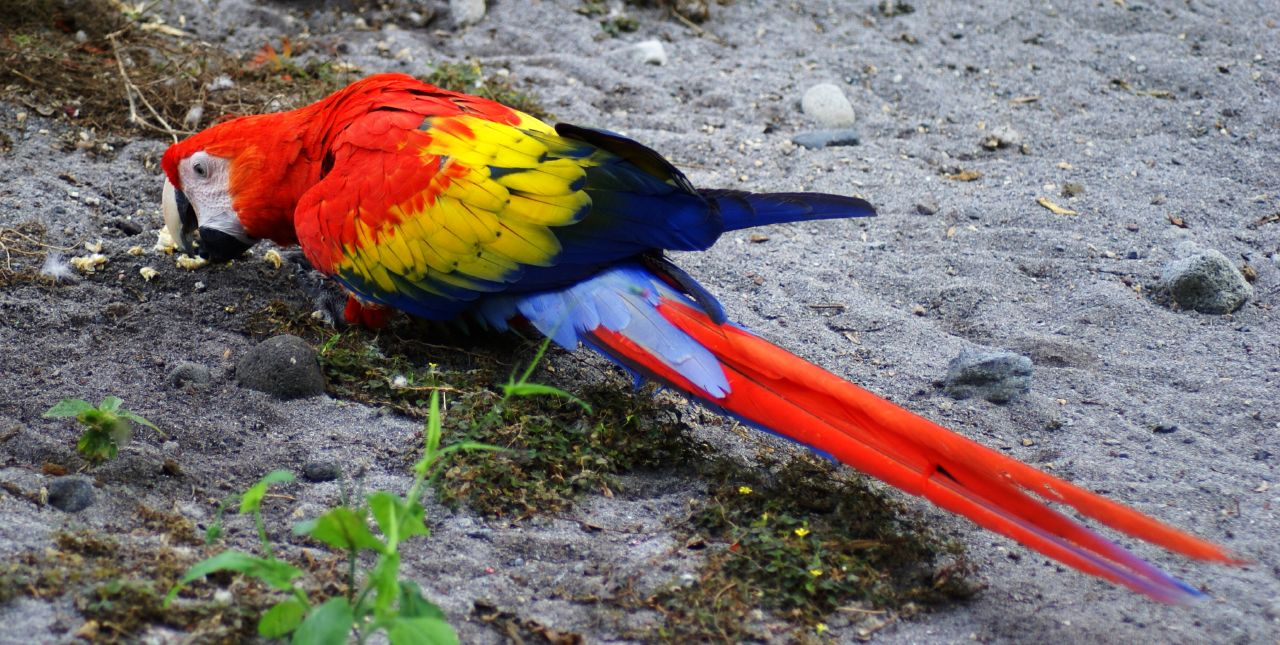
Ara arakanga v Panamě
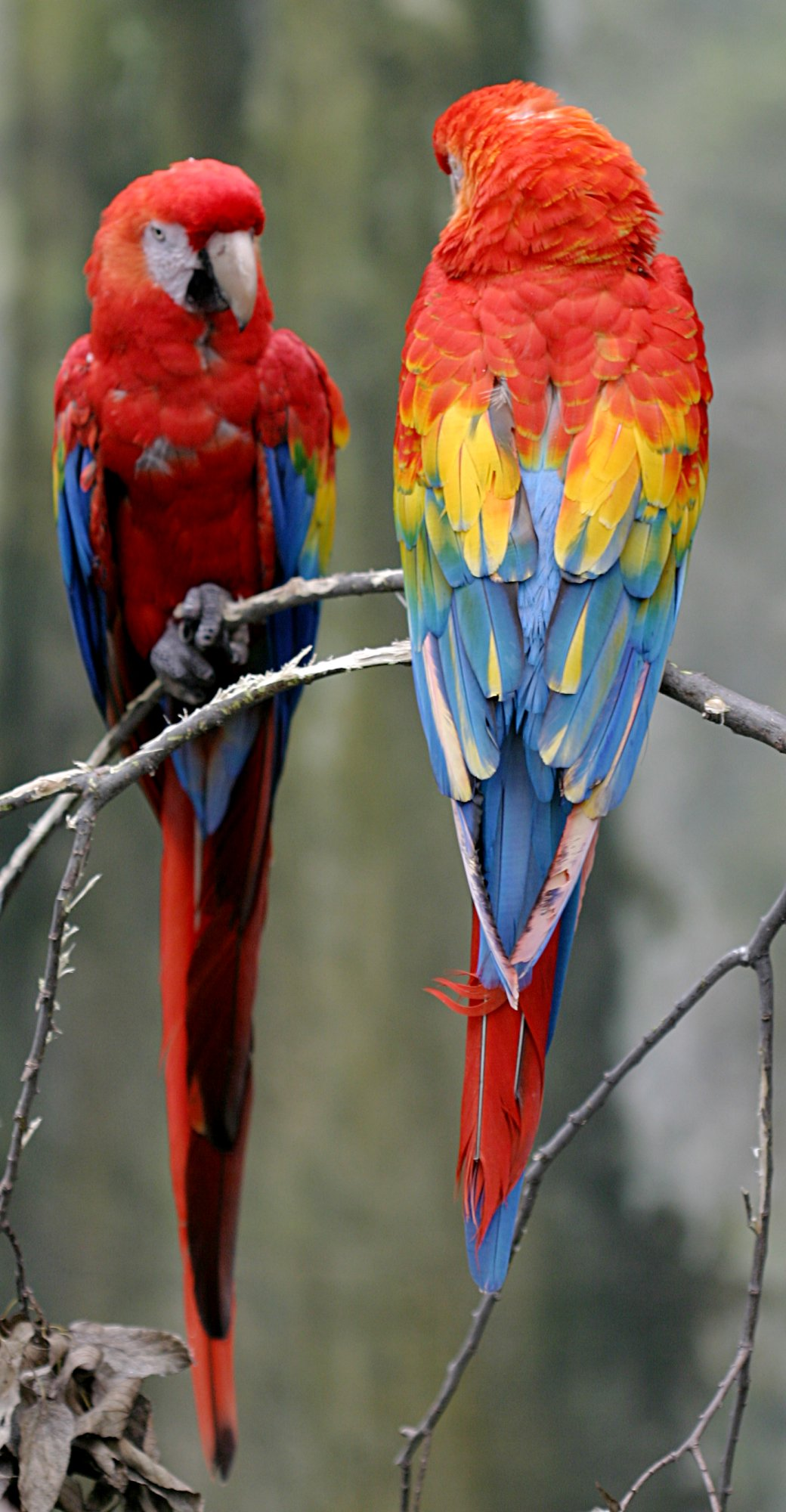
Pár arů arakang
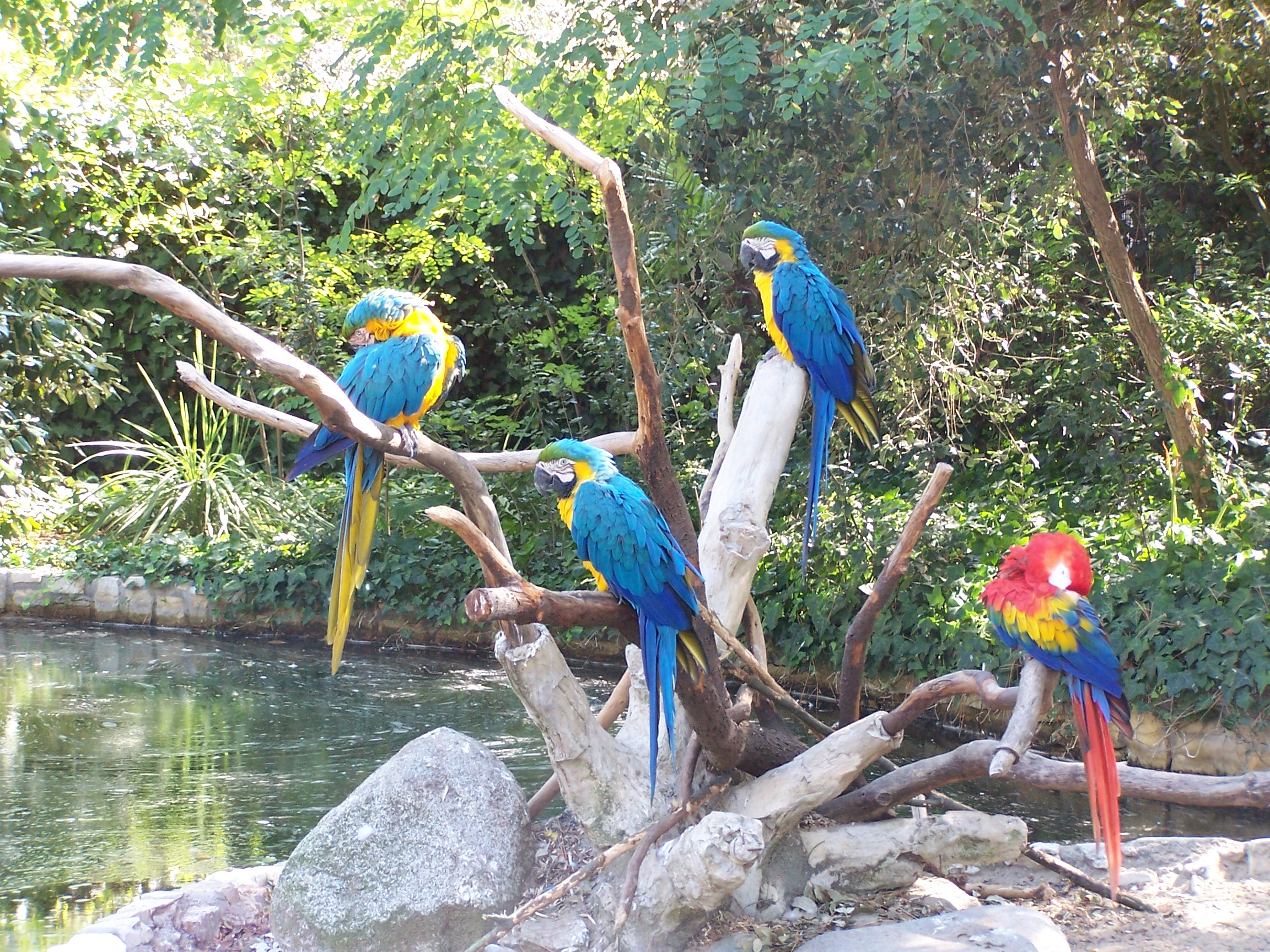
Ara arakanga (zcela vpravo) se svým příbuzným arou araraunou
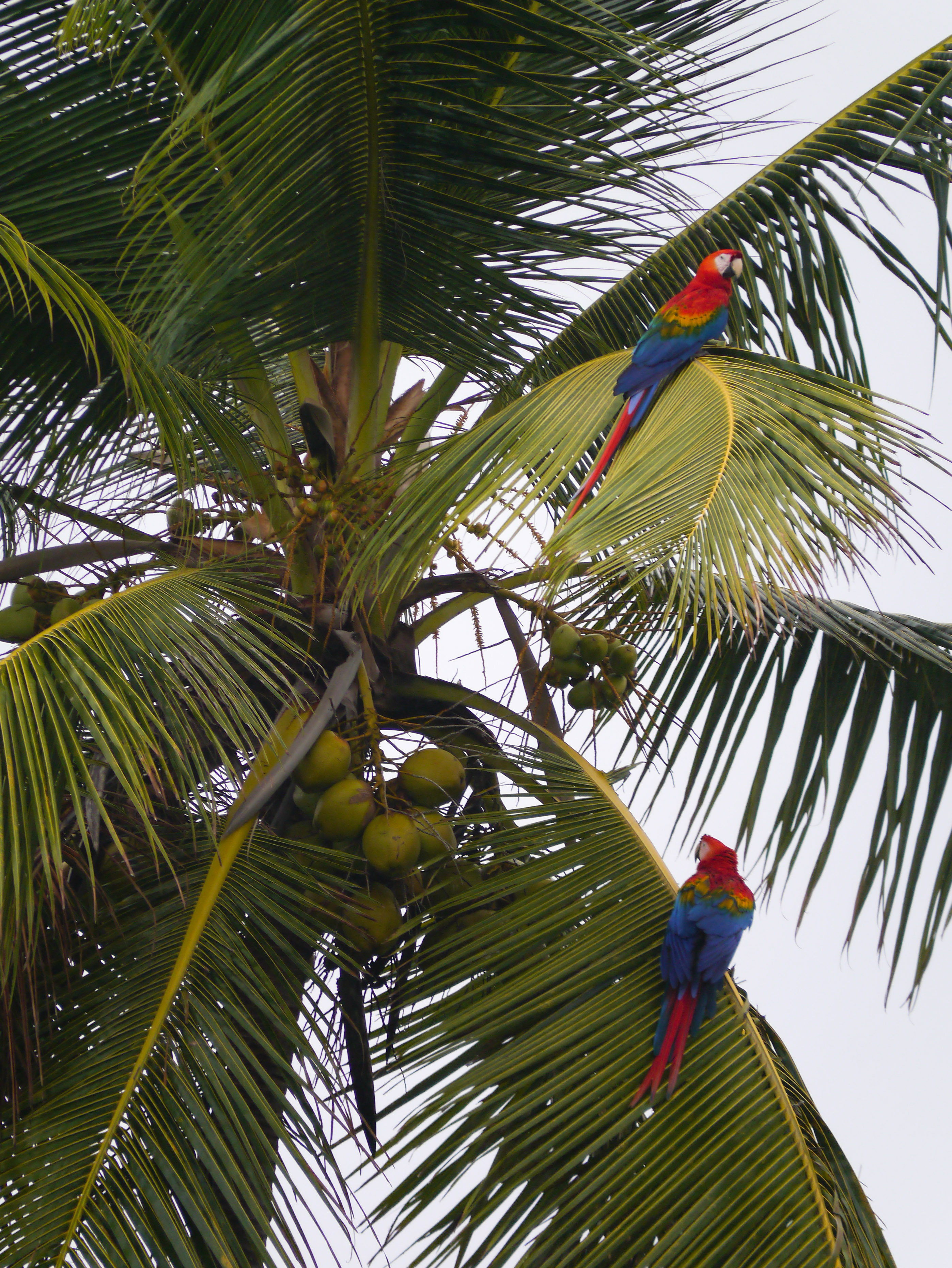
Ara arakanga ve Francouzské Guyaně